# Evgeniy Redkin
Ievgueni Leonidovitch Redkine (en russe : Евгений Леонидович Редькин), né le 2 février 1970 à Khanty-Mansiïsk (Union soviétique) est un biathlète biélorusse, champion olympique de l'individuel en 1992, sous les couleurs de l'Équipe unifiée.

## Biographie
En 1990, il devient champion du monde junior de sprint et est médaillé d'argent en relais avec l'URSS.
Aux Jeux olympiques d'Albertville en 1992, il bat Mark Kirchner et Mikael Löfgren pour devenir champion olympique de l'individuel de manière surprenante, grâce à un 20/20 au tir, pour son seul podium individuel dans l'élite. Il devient ensuite champion du monde de la course par équipes. Il rencontre moins de succès par la suite.

## Palmarès

### Jeux olympiques d'hiver
| Nat.        | Épreuve / Édition   | Individuel                     | Sprint | Relais |
| ----------- | ------------------- | ------------------------------ | ------ | ------ |
| CEI         | JO 1992 Albertville | Médaille d'or, Jeux olympiques | -      | -      |
| Biélorussie | JO 1994 Lillehammer | 53e                            | -      | -      |

Légende :
- — : pas de participation à l'épreuve.

### Championnats du monde
- Championnats du monde 1992 à Novossibirsk, Russie :
  -  Médaille d'or à la course par équipes sous les couleurs de l'Équipe unifiée.

### Coupe du monde
- Meilleur classement général : 37e en 1992[1].
- 1 victoire (individuel des Jeux olympiques 1992).

### Championnats d'Europe
- Médaille de bronze du relais en 1994.